# Сковешин
Сковешин (пол. Skowieszyn) — село в Польщі, у гміні Конськоволя Пулавського повіту Люблінського воєводства.
Населення — 727 осіб (2011).

## Демографія
Демографічна структура станом на 31 березня 2011 року:
|          | Загалом | Допрацездатний вік | Працездатний вік | Постпрацездатний вік |
| -------- | ------- | ------------------ | ---------------- | -------------------- |
| Чоловіки | 348     | 63                 | 234              | 51                   |
| Жінки    | 379     | 73                 | 209              | 97                   |
| Разом    | 727     | 136                | 443              | 148                  |